# Dandy

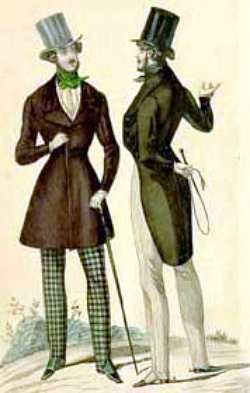
Dva pařížští dandyové v 40. letech 19. století

Dandy byl v historii sebestředný muž, který upřednostňoval svůj fyzický vzhled, zahálčivý a poživačný způsob života v luxusním prostředí.

## Pojem
Dandy byl představitelem dandysmu. Tento životní styl vyznával především muž. Uctíval sebe samotného, módní odívání, galanterii, používal rafinovaný jazyk, vyznával hédonismus, fyzicky nenamáhavé záliby, především intelektuální nebo umělecké. Často byl také gourmet. Patřil do bohatších vrstev společnosti, především v Británii a ve Francii. Dandysmus se zrodil z romantismu koncem 18. století a trval do 1. světové války.

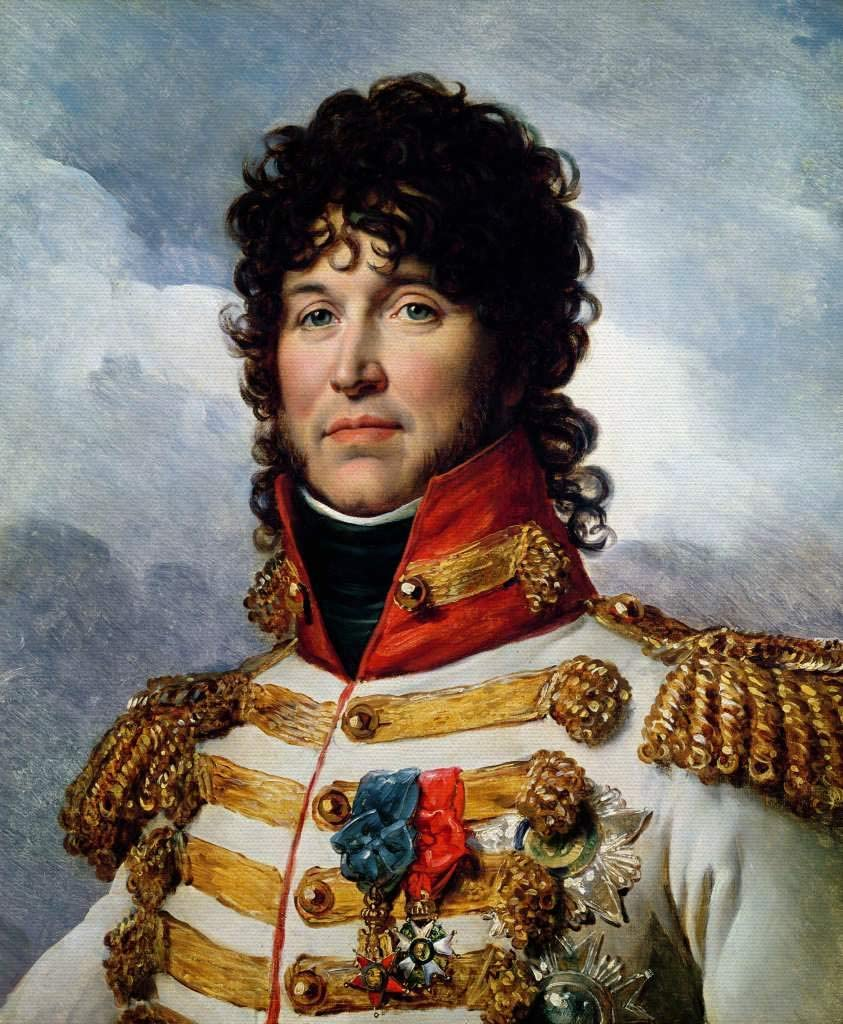
Joachim Murat, přezdívaný Král dandy

## Literární směr
Od životního a filozofického dandysmu se odvíjel také stejnojmenný literární směr, který rovněž vznikl v Anglii a brzy pronikl také do Francie, kde k jeho teoretikům patřili Barbey d'Aurevilly (studie Du dandysme), Honoré de Balzac a Charles Baudelaire, kteří upozorňovali na jeho spojitost s módou. K jeho vzniku přispěla průmyslová revoluce i změna estetických parametrů. Dandysmus je součástí dekadence, je to směr „úpadku", marnosti, odmítání životní perspektivy, využívání tabuizovaných témat. V tomto směru může být dandym buď sám spisovatel nebo hrdina v díle.
Kolem roku 1900 se k dandysmu přidaly také emancipované dámy, posměšně nazývané dandisetky.
V době 21. století jsou dandyové přirovnáváni k metrosexuálům.
- Spisovatelé-dandyové: Thomas Carlyle, Lord Byron, Françoise-René de Chateaubriand, Alfred de Musset, Eugène Sue, Robert de Montesquiou, Oscar Wilde, Charles Baudelaire

- Díla s dandystickými hrdiny: Obraz Doriana Graye